# 青森県道193号艫作艫作停車場線
青森県道193号艫作艫作停車場線（あおもりけんどう193ごう へなしへなしていしゃじょうせん）は、青森県西津軽郡深浦町を通る一般県道である。

## 概要
深浦町艫作の福祉センター付近の国道101号交点からJR五能線艫作駅に至る。

### 路線データ
- 起点：西津軽郡深浦町大字艫作[1]
- 終点：艫作停車場[1]

## 歴史
- 1961年（昭和36年）2月10日 - 県道に認定される[1]。

## 地理

### 交差する道路
- 国道101号（起点）

### 沿線の施設など
- 舮作簡易郵便局
- JR五能線艫作駅